# Hodgson-See
Der Hodgson-See ist ein ständig von Eis bedeckter See auf der Alexander-I.-Insel in der Antarktis. Er liegt südlich des Saturn-Gletschers und südöstlich der Citadel Bastion. Im Südosten wird er von den Corner-Kliffs und im Südwesten vom Corner-Kliffs-Gletscher begrenzt. Der Süßwassersee ist 2 km lang, 1,5 km breit und 93,4 m tief. Er ist von einer 3,6 bis 4,0 m dicken Eisschicht bedeckt, die ihn seit Tausenden von Jahren von der Außenwelt isoliert hat. In der letzten Eiszeit vor 10.500 Jahren lag er als subglazialer See unter einer Eisdecke von mindestens 465 m Dicke. Der See wurde erst im Jahr 2000 vom britischen Paläolimnologen Dominic A. Hodgson (* 1968) entdeckt, nach dem der See seit 2007 benannt ist.
Im Jahr 2013 wurde an einem Bohrkern aus dem Sediment des Hodgson-Sees der Nachweis erbracht, dass der See auch in seiner subglazialen Phase Leben beherbergte.